# Żony ze Stepford (powieść)

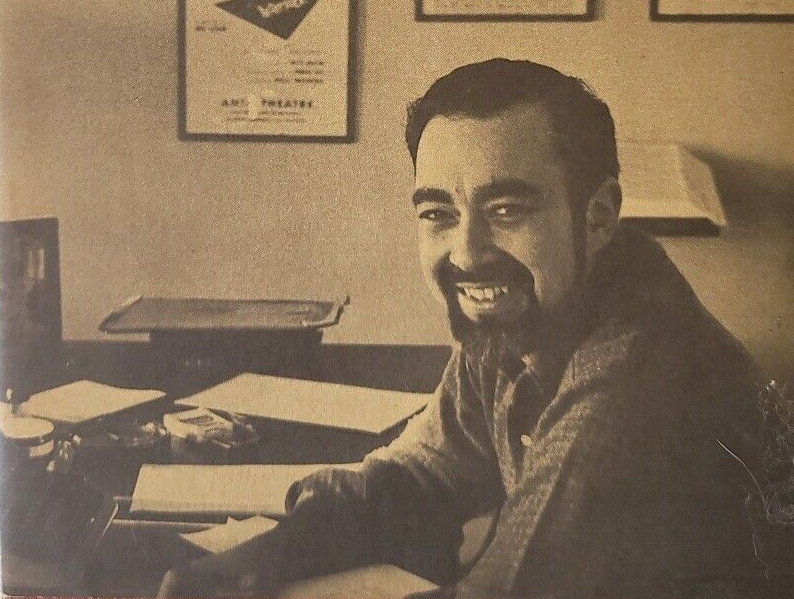
Ira Levin (ok. 1967)

Żony ze Stepford (ang.: The Stepford Wives) – powieść amerykańskiego pisarza Iry Levina z 1972 roku utrzymana w stylistyce satyrycznego thrillera science fiction.
Akcja dość krótkiej powieści Levina ma miejsce w Stepford – prawdziwym raju dla szczęśliwych rodzin. Mieszkający w idealnym miasteczku mężczyźni pragną perfekcyjnych żon – by dostosować rzeczywistość do swoich wymagań – mogą posunąć się naprawdę daleko.
Jest to opowiedziana w konwencji horroru przewrotna opowieść o równouprawnieniu, emancypacji kobiet i ich dążeniach do realizacji oraz reakcji mężczyzn na te zamierzenia.
W Polsce ukazała się w 1992 nakładem wydawnictwa Phantom Press International, w przekładzie Anny G. Celińskiej. W polskim wydaniu ma 156 stron.
W 2007 roku w liście New York Timesa Levin przyznał, że inspiracją do opisania Stepford, było Wilton w stanie Connecticut, gdzie mieszkał w latach sześćdziesiątych XX wieku.
Określenie „żona ze Stepford” weszło do powszechnego użycia w języku angielskim jako opis kobiet, które podporządkowują się woli swoich mężów, a swój czas poświęcają na obowiązki domowe oraz dbanie o własny wygląd. Określano w ten sposób np. Katie Holmes jako żonę Toma Cruise’a.

## Ekranizacje i adaptacje
Levin napisał Żony ze Stepford w kilka lat po sukcesie Dziecka Rosemary (1967), zekranizowanej rok później przez Romana Polańskiego. Już w 1975 Bryan Forbes nakręcił film Żony ze Stepford, autorem scenariusza był William Goldman, a w rolach głównych wystąpiły: Katharine Ross, Paula Prentiss i Tina Louise.
W 1980 – jako film telewizyjny – wyprodukowany został Revenge of the Stepford Wives (Zemsta żon ze Stepford) luźno inspirowany książką Levina sequel filmu z 1975. Reżyserem był Robert Fuest, autorem scenariusza David Wiltse, a w rolach głównych wystąpili Sharon Gless, Julie Kavner i Don Johnson. W 1987 pojawił się kolejny sequel – film telewizyjny The Stepford Children (Dzieci ze Stepford) w reżyserii Alana J. Leviego, według scenariusza Billa Bleicha, z Barbarą Eden, Donem Murrayem, Tammy Lauren i Pat Corley. W 1996 wyprodukowano kolejny film telewizyjny luźno oparty na fabule Levina – The Stepford Husbands (Mężowie ze Stepford), którego reżyserem był Fred Walton. Scenariusz stworzyli bracia Ken Wheat i  Jim Wheat, a w rolach głównych wystąpili Donna Mills, Michael Ontkean, Cindy Williams, Sarah Douglas i Louise Fletcher.
W 2004 powieść Levina ponownie została zekranizowana – w filmie Żony ze Stepford w reżyserii Franka Oza według scenariusza Paula Rudnicka wystąpili m.in.: Nicole Kidman, Matthew Broderick, Bette Midler, Glenn Close, Christopher Walken, Jon Lovitz oraz Larry King.